# Bronisław Winnicki
Bronisław Winnicki (ur. 16 lipca 1904 we Lwowie, zm. 29 października 1983) – polski dziennikarz.

## Życiorys
Urodził się 16 lipca 1904 r. we Lwowie. Uczęszczał do wiedeńskiego Gymnasium Theresianum. W wieku szkolnym związał się z OM TUR. Absolwent polonistyki i germanistyki na Uniwersytecie Jana Kazimierza we Lwowie, studiował też krótko prawo i chemię. W 1922 r. pisał w socjalistycznym piśmie „Dzień”, jednak aż do końca okresu międzywojennego rzadko publikował w prasie, a jeśli już, to głównie recenzje z wydarzeń kulturalnych. Stałą posadę dziennikarską uzyskał dopiero podczas okupacji sowieckiej w dzienniku „Czerwony Sztandar”. Do pracy w tym piśmie wrócił w 1944 r., po wyparciu Niemców z miasta. W okresie okupacji działał w konspiracji. W 1944 przez kilka miesięcy był I sekretarzem Wojewódzkiego Komitetu PPS w Lublinie. Jednym z pierwszych pociągów repatriacyjnych w styczniu 1945 r. wyjechał z rodziną do Krakowa i podjął współpracę z gazetą PPS „Naprzód”.
Przez kontakty partyjne znalazł się w ekipie Bolesława Drobnera, przygotowującej ekspedycję do Wrocławia. Początkowo przebywał w Legnicy, a w maju 1945 r. przybył do Wrocławia, gdzie był jednym z nielicznych polskich dziennikarzy. W tym mieście założył oddział agencji Polpress, poprzedniczki PAP-u. Jako aktywista Polskiej Partii Socjalistycznej otrzymał zadanie założenie pisma PPS, co zrealizował pod koniec czerwca, wydając pierwszy numer „Naprzodu Dolnośląskiego”, a potem będąc jego redaktorem naczelnym. W 1947 r. gazetę przemianowano na „Wrocławski Kurier Ilustrowany”. Po wchłonięciu PPS przez PPR w grudniu 1948 r. został przeniesiony na posadę kierownika oddziału Polskiej Kroniki Filmowej, a potem oskarżony o „odchylenie prawicowe” i pozbawiony funkcji w redakcji, a czasopismo zlikwidowano. Winnicki był współtwórcą i pierwszym prezesem oddziału dolnośląskiego Związku Dziennikarzy Polskich.
Na początku lat 50. XX w. współpracował z redakcją „Słowa Polskiego”, początkowo w redakcji nocnej, a potem dzięki znajomości języka niemieckiego został redaktorem jedynego w kraju dziennika mniejszości niemieckiej „Arbeiterstimme”, przekształconego z czasem w tygodnik „Die Woche in Polen”, a następnie zlikwidowanego. Od 1956 r. był zastępcą redaktora naczelnego „Gazety Robotniczej”, a następnie w latach 1959–1964 był redaktorem naczelnym „Słowa Polskiego”. Następnie odszedł na emeryturę, do której zmuszono go po zawale serca w 1965 r. W 1968 r. został oskarżony o szpiegostwo na rzecz USA i usunięty z PZPR, ale ostatecznie zwolniono go i zaniechano procesu. W następnych latach poddany ostracyzmowi środowiska dziennikarskiego, bezskutecznie odwoływał się od decyzji o usunięciu z partii. Zmarł 29 października 1983 r. z powodu kolejnego zawału serca.